# José Alencar
José Alencar Gomes da Silva (Muriaé, 17 d'octubre de 1931 - São Paulo, 29 de març de 2011), també conegut com a José Alencar, el Resistent és un empresari i polític brasiler. Va ser senador per l'estat de Mines Gerais i vicepresident del Brasil.

## Biografia
Essent un dels majors empresaris de l'estat de Mines Gerais, va construir un imperi en el ram tèxtil, essent Coteminas la seva principal empresa. Gràcies a la seva fortuna, va fer el salt a la política. L'any 1994 va ser candidat al govern de Minas Gerais pel PMDB, però va quedar en 3a posició. Quatre anys més tard, es presentaria al Senat. Va iniciar la campanya electoral amb només un 2% d'intenció de vot, però va acabar per guanyar l'escó en joc. Va optar a la Presidència del Senat, però no va rebre el suport del PMDB ——que va recolzar a Ramez Tebet— i va decidir deixar el partit.
L'any 2002, Luiz Inácio Lula da Silva optava novament a la presidència del país pel Partido dos Trabalhadores, i va proposar Alencar com el seu candidat a la vicepresidència. La intenció era allunyar-se de les crítiques al suposat radicalisme d'esquerres del PT. Alencar es trobava aleshores sense adscripció a cap partit, i va optar per afiliar-se al Partit Liberal. El tàndem Lula-Alencar va obtenir una victòria abrumadora en les eleccions presidencials. L'any 2005 va canviar novament de partit, incorporant-se al PRB. Lula va oferir-li de nou acompanyar-lo en la lluita per a la reelecció, que van aconseguir el 2006.
Va ser, a l'inici, un vicepresident polèmic, havent estat una veu discordant dintre del govern contra la política econòmica defensada per l'ex-Ministre de la Hisenda Antonio Palocci, que mantenia els interessos alts en la temptativa de contenir la inflació i mantenir l'economia sota control. Entre 2004 i 2006, Alencar va passar a acumular la vicepresidència amb el càrrec de ministre de Defensa. En diverses oportunitats, es va demostrar reticent quant al seu nomenament, per trobar-se en un càrrec molt allunyat dels seus coneixements empresarials. A petició expressa del president Lula, va mantenir la cartera fins al març de 2006, quan va haver de renunciar per poder participar en les eleccions de 2006.
José Alencar va lluitar contra el càncer d'estómac des dels anys 90. A finals de 2010, poc abans del final del seu segon mandat al govern brasiler, el quadre clínic va empitjorar i van retirar-li el tractament. Va morir 3 mesos després de deixar la vicepresidència.